# 179
Évszázadok: 1. század – 2. század – 3. század
Évtizedek: 120-as évek – 130-as évek – 140-es évek – 150-es évek – 160-as évek – 170-es évek – 180-as évek – 190-es évek – 200-as évek – 210-es évek – 220-as évek
Évek: 174 – 175 – 176 – 177 –  178 – 179 – 180 – 181 – 182 – 183 – 184

## Események

### Római Birodalom
- Commodus társcsászárt (helyettese márciustól T. Flavius Claudianus, áprilistól M'. Acilius Faustinus) és Ppblius Martius Verust (helyettese L. Aemilius Iuncus és L. Julius Proculianus) választják consulnak.
- A második markomann háborúban Marcus Aurelius legyőzi előbb a markomannokat, majd Laugariciónál (a mai Trencsén közelében) a kvádokat is. A kvádok nyugat felé menekülnek.
- A Duna mentén a Legio III Italica katonái megépítik Castra Regina erődjét (ma Regensburg).
- A hagyomány szerint Eleutherosz pápa misszionáriusokat küld Britanniába, akik megtérítik a britonok egyik királyát, Luciust.

### Korea
- Meghal Sinde, Kogurjo királya, Utóda fia, Kogukcshon.

### Kína
- Először említik a Matematika kilenc fejezetben-t, az egyik legelső kínai matematikai művet.

## Születések
- Sze-ma Ji, kínai hadvezér és politikus

## Halálozások
- Sinde kogurjói király

## Fordítás
Ez a szócikk részben vagy egészben  a(z)   179 című francia Wikipédia-szócikk ezen változatának fordításán alapul.  Az eredeti cikk szerkesztőit annak laptörténete sorolja fel. Ez a jelzés csupán a megfogalmazás eredetét és a szerzői jogokat jelzi, nem szolgál a cikkben szereplő információk forrásmegjelöléseként.